# Stephen Parkes
Stephen Douglas Parkes (ur. 2 czerwca 1965 w Mineola) – amerykański duchowny katolicki, biskup Savannah od 2020.

## Życiorys
Święcenia kapłańskie otrzymał 23 maja 1998 i został inkardynowany do diecezji Orlando. Pracował głównie jako duszpasterz parafialny, był także m.in. ojcem duchownym przy uniwersytecie w Orlando.
8 lipca 2020 papież Franciszek mianował go ordynariuszem diecezji Savannah. Sakry biskupiej udzielił mu 23 września 2020 roku arcybiskup Gregory John Hartmayer.